# Ronago
Ronago (Runaach in dialetto comasco, AFI: /ruˈnaːk/) è una frazione di 1 652 abitanti del comune italiano di Uggiate con Ronago, in provincia di Como, in Lombardia. In origine comune autonomo, dal 1º gennaio 2024 si è fuso col comune di Uggiate-Trevano per dare vita al nuovo comune di Uggiate con Ronago.
Geograficamente appartiene all'Alto Olgiatese.

## Geografia fisica
Dista 18 km da Como e si trova a 357 m di altitudine sul livello del mare. Il territorio dell'ex comune aveva un'estensione di 2,1 km² e confinava con Drezzo, frazione del comune di Colverde, Uggiate-Trévano e a nord con la Confederazione Elvetica. Il paese è adagiato su un terrazzo a 360 m di altitudine; a valle scorre il torrente Faloppia, mentre a monte una spina collinare alta 500 metri segnava il confine con la Svizzera e con Uggiate-Trévano. Un vistoso smottamento conoidale forma quasi un gradone tra la valle e il borgo.

## Origini del nome
È forse la "frana" a forma di cono la chiave etimologica del nome Ronago (Runaach in dialetto). La radice run-/ron_, di probabile origine celtica, sta infatti a indicare uno scorrimento (d'acqua e non), rintracciabile anche nel latino ruina. Il toponimo, in definitiva significherebbe "luogo della frana".

## Storia
Le più antiche testimonianze storiche della presenza umana nell'attuale territorio ronaghese sono rappresentate da un’imbarcazione preistorica, risalente all’età delle palafitte, ritrovata nel corso dell’Ottocento in località Campersico. Durante il Novecento sono invece stati rinvenuti oggetti d'epoca romana, quali un ossuario fittile (oggi conservato presso il Museo Civico e Archeologico di Locarno) e altri resti di tombe romane (rinvenuti nel 1964 durante alcuni lavori stradali).
La parte più bassa del paese, situata nella valle del torrente Faloppia, si trovava sulla via romana Novaria-Comum. In questo contesto è interessante osservare come la suddetta valle, che si dirama a sud-ovest della valle di Chiasso, fosse un tempo denominata "Valle di Chiasso Maggiore", ben distinta dalla denominazione dell'attuale località svizzera che invece era chiamata "Chiasso Inferiore" o “Chiasso delle Taverne”. In effetti la parte di Ronago a ridosso delle rive del torrente costituiva un cosiddetto chiasso, ossia un passaggio o valico di raccordo tra Como e la valle dell'Olona.
Da un punto di vista documentale, la più antica menzione storica di Ronago e dei suoi abitanti risale all’anno 875, mentre un atto del 1030 fa riferimento al "castrum de Ronago" nel descrivere un alcuni toponimi tuttora esistenti e il nucleo storico del centro abitato. Un altro documento testimonia che, durante la guerra tra Como e Milano per il possesso del territorio, nel 1121 Ronago fu teatro di una battaglia in cui persero la vita quattordici cavalieri. Una causa tra gli abitanti di Ronago e i conti del Seprio, dibattuta e vinta dinanzi ai giudici milanesi nel 1155, documenta il primo console di Ronago.
Nel 1176 la valle di Chiasso Maggiore rappresentò con alta probabilità la via di fuga attraverso cui Federico Barbarossa e il suo esercito ripararono verso Como in seguito alla sconfitta rimediata nella battaglia di Legnano ad opera della Lega Lombarda. L'esistenza della strada di collegamento con Como è documentata anche nella Determinatio mensurarum et staterarum annessa agli Statuti di Como del 1335, che testimoniano come la manutenzione dell'asse viario spettasse agli uomini della pieve di Uggiate, di cui anche Ronago faceva parte.
A partire dal Trecento, si ha documentazione comprovante l'esistenza, all'interno della valle di Chiasso Maggiore, di corti e masserie come quelle di Campersico e di Merlina, nonché di numerosi mulini.
Nel Liber consulum civitatis Novocomi, che riporta i giuramenti prestati dai consoli di Ronago, tra il 1510 e il 1542, Ronago risulta ancora inserito nella pieve di Uggiate.
Dalla seconda metà del XV secolo, la comunità di Ronago esercitava il diritto di giuspatronato sulla chiesa di S. Vittore, filiale della chiesa plebana di Uggiate fino al 1805. Ronago risulta parrocchia con intitolazione a San Vittore anche nel decreto con cui, il 21 dicembre 1807, presso il Monte Napoleone di Milano fu creato un fondo di sussidio alle parrocchie aventi una rendita minore di lire 500. All'interno della "Nuova divisione dei distretti compresi nel Regno d'Italia e spettanti alla diocesi di Como per le scuole normali" per il 1816, San Vittore di Ronago risultava tra le parrocchie della pieve di Uggiate.
Documenti del 1508 e del 1511 attestano la presenza di coltivazioni di mais nella valle di Chiasso Maggiore, portato da alcuni mercanti tedeschi di cavalli alla fiera equina della vicina Chiasso Inferiore. Il mais prodotto da queste colture - le più antiche documentate in Lombardia - venne soprannominato frumento carlone, ove l'aggettivo carlone, di derivazione tedesca, significa "grosso".
Nel 1516, il territorio dell'attuale Canton Ticino passò dal Ducato di Milano alla Svizzera. Fu così che il valico ronaghese di Chiasso Maggiore rappresentò una delle vie privilegiate di contrabbando di grano dall’alta pianura lombarda verso Lugano. Testimonianza di questo fenomeno si ha nelle numerose carte processuali conservate presso gli archivi di Stato di Milano e di Bellinzona, che riportano scontri tra bande rivali, nonché tra i contrabbandieri e i soldati spagnoli (i cosiddetti burlandotti) di stanza sul confine.
Nel 1751, Ronago risultava essere uno dei centri che aveva ottenuto la cosiddetta "redenzione" dall'amministrazione spagnola del Ducato di Milano, a cui ogni quindici anni il comune era tenuto a versare una somma in denaro.
In seguito all'indipendenza del Canton Ticino, avvenuta nel 1803, Ronago rappresentò una speranza di vita per molti neonati ticinesi, per i quali il cantone non prevedeva alcun tipo di assistenziale. Di notte, quando il portone della corte rurale fortificata di Campersico era chiuso, alcuni passatori esponevano i bambini fuori dall'uscio, con il proposito di farli raccogliere e ricoverare all'ospizio di Como. Fu così che, tra gli anni '20 e gli anni '70 dell'Ottocento, oltre 1 000 bambini, per lo più addormentati in un cesto, vennero abbandonati fuori dal portone di Campersico. I neonati, cosiddetti esposti, venivano battezzati in chiesa a Ronago e poi trasferiti nel brefotrofio dell'ospedale di Como, dove venivano accuditi fino all'affido presso famiglie italiane o al recupero da parte delle famiglie d'origine.
Con la riorganizzazione dei comuni del Regno d'Italia da parte di Napoleone Bonaparte, Ronago fu aggregato al comune di Uggiate. Tale aggregazione, confermata nel 1812, venne poi cancellata dalla Restaurazione.
Nel corso del secondo conflitto mondiale, Ronago rappresentò una via di fuga per profughi ebrei e sbandati, nonché un ponte di collegamento tra la Resistenza lombarda e i Comandi alleati in Svizzera. In questo contesto, Ferruccio Parri era solito passare clandestinamente da Ronago nei suoi spostamenti tra Milano e Lugano.
Dal 2002 ha fatto parte dell'Unione di Comuni Lombarda Terre di Frontiera.
Il 10 settembre 2023, un referendum consultivo popolare si è espresso favorevolmente alla fusione tra Ronago e Uggiate-Trevano, scegliendo "Uggiate con Ronago" come nome del nuovo comune.

### Simboli
Lo stemma e il gonfalone dell'ex comune erano stati concessi con decreto del presidente della Repubblica del 25 marzo 2009.
Stemma
Gonfalone
L'amministrazione comunale aveva scelto di adottare come proprio simbolo un portale ad arco di rosso, a significare il ruolo di "porta" diretta da e per la Svizzera che il luogo ha sempre svolto nella storia. 
La sua forma è ispirata a tipici portali presenti nel comune e richiama anche lo stemma degli Albrici che si trova scolpito su un antico camino di una casa del paese. Sotto il portale è posta una campagna di verde, così che nell'insieme vi sia 
un richiamo ai colori della bandiera nazionale.

## Monumenti e luoghi d'interesse

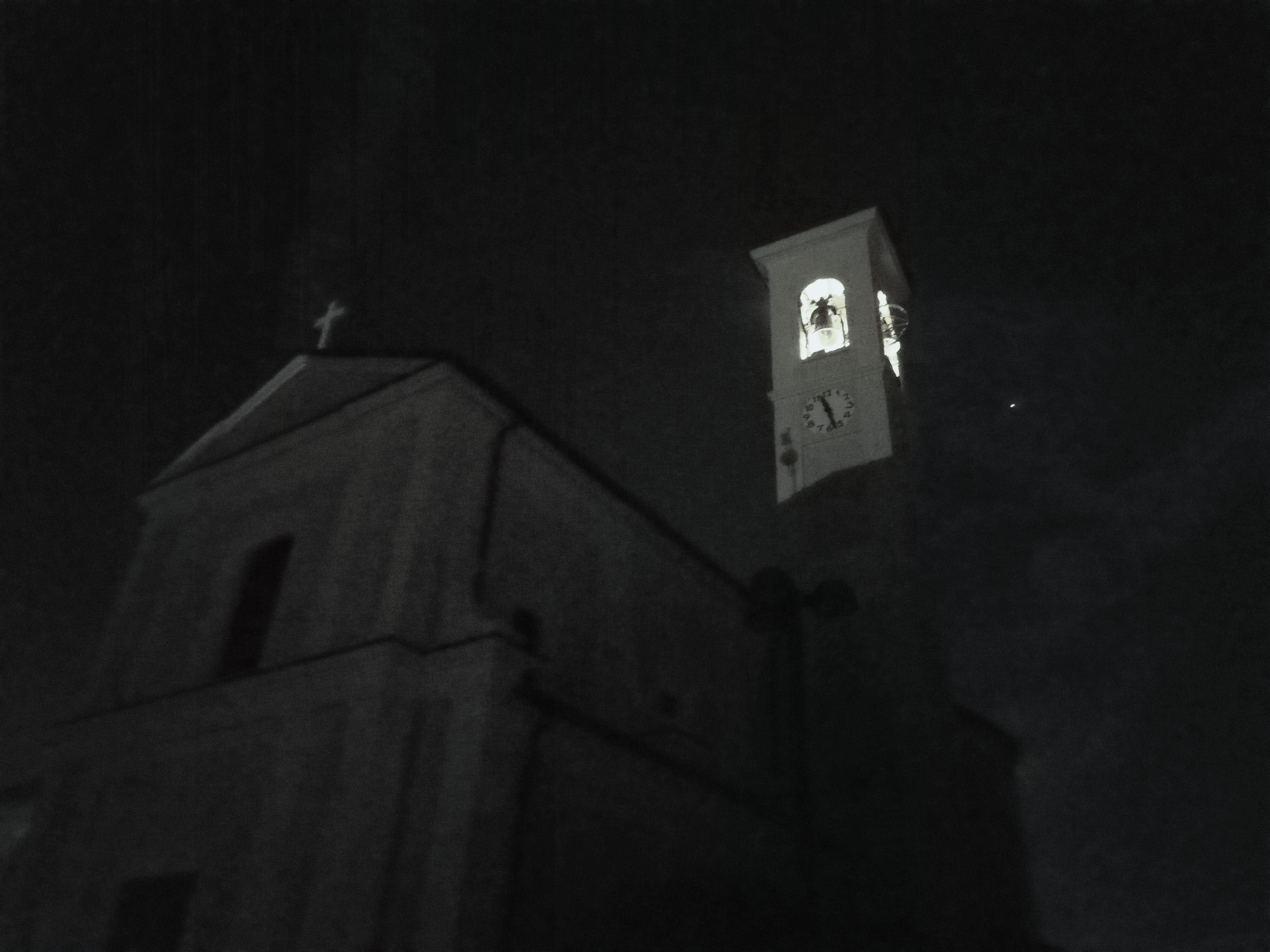
Chiesa dei SS. Vittore e Defendente

### Chiesa dei Santi Vittore e Defendente
La chiesa fu ricostruita tra il 1761 e il 1771, su progetto di Antonio Nolfi. La ricostruzione avvenne sulla base di una precedente chiesa, dipendente dalla pieve di Uggiate e a sua volta edificata laddove un tempo sorgeva un edificio militare di epoca romana.
Ingrandita tra le due guerre mondiali, in particolare nel 1939, la chiesa ospita un Crocefisso del XV secolo, una pala d'altare del XVI secolo e affreschi di Antonio Rinaldi. Quest'ultimo è l'autore del Padre Eterno dipinto nella tazza sopra il presbiterio e della Madonna della Cintura coi Santi Agostino e Monica che si trova nella tazza centrale. Sui pennacchi della tazza sovrastante il presbiterio sono invece affrescati gli Evangelisti. Altri affreschi si trovano sulle pareti del presbiterio: una Colomba dello Spirito Santo domina la pala d'altare, raffigurante una Madonna col Bambino e Santi; una Ultima cena orna la parete laterale destra, mentre sul lato opposto è raffigurata la popolazione locale nell'atto di portare offerte per la costruzione della chiesa.
Sull'unica navata si affacciano la cappella della Madonna della cintura (a sinistra) e quella di San Giuseppe (a destra). Il trapasso di quest'ultimo santo è raffigurato in due quadri disposti uno in faccia all'altro lungo le pareti della navata. La cappella di San Giuseppe ospita una reliquia di Giuseppe Ambrosoli, raffigurato anche tra gli apostoli presenti nel già citato affresco dell'Ultima cena.
Nei pressi dell'ingresso principale, sulla sinistra, è disposta la cappella battesimale. Sul lato opposto si trova l'accesso alla cantoria e all'organo, installato nel 1942; proveniente dalla chiesa di San Simone di Lora (Como), lo strumento è un Carlo Marzoli del 1934.

## Società

### Evoluzione demografica

#### Demografia pre-unitaria
- 1751: 300 abitanti.[9]
- 1771: 289 abitanti.[9]
- 1799: 350 abitanti.[9]
- 1805: 348 abitanti.[9]
- 1859: 447 abitanti.[9]

#### Demografia post-unitaria
Abitanti censiti

### Istituzioni, enti e associazioni
- Fooc e Fiàmm, durante la festività della Madonna, nell'ultima domenica di agosto e per i 10 giorni precedenti, si occupano della cucina nel porticato sotto la chiesa.
- Pro Loco, attivi durante tutto l'anno, ereditano dal gruppo dei giovani, la gestione della festa della birra "Birramaniac", in calendario hanno anche il carnevale e la sagra degli gnocchi e il veglione di San Silvestro.
- Cannisti, si occupano della gestione di un laghetto, creatosi in una ex-cava, durante l'anno organizzano gare di pesca dedicate.
- Pro Valmulini, associazione trasversale fra i comuni della Val Mulini, ha come fine la rivalutazione e il recupero storico della valle stessa, solcata dal torrente Faloppia. Fra le opere ultimate vi sono: il restauro degli affreschi nelle corti, il recupero di un mulino che fu segheria, la creazione di un percorso turistico, attualmente impegnata nel recupero di un altro mulino potenzialmente ancora funzionante.

## Cultura

### Istruzione
Sono presenti a Ronago una scuola materna e una elementare. 
Vi è anche una biblioteca comunale

### Eventi
- 2 gennaio San Defendente (patrono)
- 8 maggio San Vittore (patrono)
- Ultima domenica di agosto Madonna della Cintura

## Economia
Come ampiamente illustrato nella sezione storica, il tessuto economico di Ronago è da secoli caratterizzato da una vocazione agricola da un lato e da una serie di intrecci con le vicende socio-economiche della vicina Svizzera dall'altro.
In aggiunta alle già citate colture di mais, durante tutto l’Ottocento almeno un terzo del territorio di Ronago era dedicato alla viticoltura. Tuttavia, le vigne andarono col tempo distrutte a causa di infestazioni di fillossera. La produzione di vino venne dunque soppiantata da quella di miele, sotto impulso dell'industria dolciaria Ambrosoli fondata a Ronago nel 1923.
Verso la fine dell'Ottocento a Ronago vennero aperti una fornace (1881), un mulino meccanico e una cartiera.
Sul territorio di Ronago sono presenti due dogane turistiche con la Svizzera:
- nella parte bassa del paese si trova la Crociale dei Mulini - Ponte Faloppia[23] (anche conosciuta semplicemente come "Valico dei Mulini"[24]), che mette in comunicazione Ronago con la zona industriale di Chiasso nei pressi della frazione di Seseglio;
- nella parte alta si trova invece la dogana che collega Ronago alla frazione Marcetto di Novazzano.

## Sport
- ASD Goodfellas Basket Ronago, Associazione sportiva dilettantistica fondata nel maggio 2009, volta a promuovere il movimento della pallacanestro, attiva nel campionato di Prima Divisione. Da ottobre 2012 la società si impegna nella gestione della palestra e del campo da tennis.
- Il Gruppo Sportivo Ronago Ambrosoli, sponsorizzato dall'omonima fabbrica di miele ha una squadra di calcio militante nel campionato di Prima Categoria. L'associazione si occupa della gestione dei campi da calcio e organizza un torneo di calcio a 7.

Gli altri impianti sportivi sono la palestra multifunzione, ultimata nel 2005 con campi di calcetto, basket e pallavolo, e il campo da tennis.

### Esplicative
1. ↑  Per il dialetto comasco, si utilizza l'ortografia ticinese, introdotta a partire dal 1969 dall'associazione culturale Famiglia Comasca nei vocabolari, nei documenti e nella produzione letteraria.
2. ↑  Durante il referendum, i cittadini erano stati chiamati a esprimere la propria preferenza per una tra le seguenti denominazioni: A) UGGIATE TREVANO CON RONAGO; B) UGGIATE CON RONAGO; C) MONTEPRATO; D) CIVITANOVA COMENSE; E) SAN GIUSEPPE AL COLLE.
3. ↑  Stemma della famiglia Albrici di Como: d'argento, al portone murato e aperto di due ante d'azzurro, sostenente un leone passante di rosso.

### Bibliografiche
1. ↑  Dato Istat - Popolazione residente al 30 novembre 2020 (dato provvisorio).
2. ↑   Classificazione sismica (XLS), su rischi.protezionecivile.gov.it.
3. ↑   Tabella dei gradi/giorno dei Comuni italiani raggruppati per Regione e Provincia (PDF), in Legge 26 agosto 1993, n. 412, allegato A, Agenzia nazionale per le nuove tecnologie, l'energia e lo sviluppo economico sostenibile, 1º marzo 2011,  p. 151. URL consultato il 25 aprile 2012 (archiviato dall'url originale il 1º gennaio 2017).
4. ↑   AA. VV., Dizionario di toponomastica. Storia e significato dei nomi geografici italiani., Milano, Garzanti, 1996,  p. 553, ISBN 88-11-30500-4.
5. 1 2 3 4 5 6  Borghese, p. 383.
6. ↑  Mancini, p. 11
7. ↑  Manzoni, Drezzo, p. 39.
8. 1 2 3 4 5 6 7 8 9 10 11   La Storia [collegamento interrotto], su comune.ronago.co.it. URL consultato il 27 febbraio 2020.
9. 1 2 3 4 5 6 7 8 9 10 11 12   SIUSA - Comune di Ronago, su siusa.archivi.beniculturali.it. URL consultato il 29 febbraio 2020.
10. 1 2 3 4 5 6 7 8 9 10 11   Relazione storica sul comune di Ronago, provincia di Como, a supporto della proposta per lo stemma (PDF).
11. 1 2 3   Stemma di Ronago, su www.stemmiprovinciacomo.it. URL consultato il 26 marzo 2025.
12. ↑   Comune di Ronago superiore, 1816 - 1859 – Istituzioni storiche – Lombardia Beni Culturali, su lombardiabeniculturali.it. URL consultato l'11 maggio 2020.
13. 1 2   UGGIATE E RONAGO, IL REFERENDUM DICE SÌ ALLA FUSIONE, su www.laprovinciadicomo.it, 10 settembre 2023. URL consultato l'11 settembre 2023.
14. ↑   Il nuovo Comune di Uggiate con Ronago (CO), su Tuttitalia.it. URL consultato il 30 dicembre 2023.
15. 1 2   Ronago (Como) D.P.R. 25.03.2009 concessione di stemma e gonfalone, su presidenza.governo.it. URL consultato l'8 agosto 2022.
16. ↑   Lo stemma, su Comune di Ronago. URL consultato l'8 agosto 2022.
17. ↑   Decreto di concessione di stemma e gonfalone del 25 marzo 2009 (PDF).
18. ↑   Chiesa dei SS. Vittore e Defendente - complesso, Via Milano - Ronago (CO) – Architetture – Lombardia Beni Culturali, su lombardiabeniculturali.it. URL consultato il 29 febbraio 2020.
19. ↑  Mascetti, Civello [...], p. 128.
20. ↑   Mario Mascetti, Uggiate in festa, in il Settimanale, 10 novembre 2012.
21. ↑   Andrea Schiavio, L'organo di Ronago, in Le Campane di Uggiate e Ronago, Febbraio 2024.
22. ↑  Dati tratti da:
  -  Popolazione residente dei comuni. Censimenti dal 1861 al 1991 (PDF), su ebiblio.istat.it, ISTAT.
  -  Popolazione residente per territorio – serie storica, su esploradati.censimentopopolazione.istat.it.
Nota bene: il dato del 2021 si riferisce al dato del censimento permanente al 31 dicembre di quell'anno.
23. ↑   RSINews, l’informazione della Radiotelevisione svizzera, Como, arrestati tre passatori, su rsi. URL consultato il 29 febbraio 2020.
24. ↑   RS 0.132.454.25 Convenzione del 12 giugno 1981 tra la Confederazione Svizzera e la Repubblica Italiana concernente due rettifiche del confine al valico dei Mulini e Pedrinate (con All.), su admin.ch. URL consultato il 29 febbraio 2020.